# František Biňovec
František Biňovec (6. listopadu 1875 Mikovice – 14. nebo 19. února 1965 tamtéž) byl československý politik a meziválečný poslanec Národního shromáždění za Československou sociálně demokratickou stranu dělnickou.

## Biografie
Vyučil se soustružníkem. Působil jako úředník nemocenské pokladny. Byl majitelem cihelny v Růžovém údolí v obci Mikovice (dnes součást Kralup nad Vltavou). Politicky aktivní byl již za Rakouska-Uherska, počátkem 20. století. Od 90. let 19. století patřil mezi organizátory sociálně demokratického hnutí v regionu Podřipska.
Ve volbách do Říšské rady roku 1907 se stal poslancem Říšské rady (celostátní parlament), kam byl zvolen za okrsek Čechy 036. Usedl do poslanecké frakce Klub českých sociálních demokratů. Opětovně byl zvolen za týž obvod i ve volbách do Říšské rady roku 1911 a ve vídeňském parlamentu setrval do zániku monarchie. Osobní intervencí u císaře Františka Josefa I. se zasadil o získání pozemku pro výstavbu školy v Mikovicích. Koncem první světové války byl v rámci sociální demokracie stoupencem vyhlášení samostatnosti Československa.
V letech 1918–1920 zasedal v československém Revolučním národním shromáždění. V parlamentních volbách v roce 1920 získal poslanecké křeslo v Národním shromáždění. Mandát v parlamentních volbách v roce 1925 obhájil a do parlamentu se dostal i po parlamentních volbách v roce 1929.
Podle údajů k roku 1929 byl profesí rolník. Bydlel v Kralupech nad Vltavou. Jako poslanec se i za první republiky angažoval ve prospěch Kralup nad Vltavou. Inicioval výstavbu zdejšího mostu i nové střední školy. Jeho syn v Kralupech založil podnik na výrobu keramiky Keramo. V období let 1919–1935 byl členem správního výboru Státního pozemkového úřadu. V Kralupech zastával funkci předsedy obecní finanční komise. Byl předsedou okresního výboru okresu kralupsko-velvarského.
28. srpna 1944 byl zatčen gestapem a do konce války vězněn v Terezíně a Dachau.